# Noida
Noida est une ville de l'Etat indien de l'Uttar Pradesh dans le district de Gautam Buddha Nagar. Située au sud-est de la ville de Delhi qu'elle jouxte, elle appartient à la région de la capitale nationale (NCR, National Capital Region). Son nom a été constitué comme l'acronyme de New Okhla Industrial Development Area.
Elle est administrée par une entité administrative quasi-éponyme, le New Okhla Industrial Development Authority (नौएड़ा), rattachée au gouvernement de l'Etat. L'entité a été créée le 17 avril 1976 et la ville célèbre le 17 avril comme le "jour de NOIDA".
Établie comme une ville nouvelle, elle accueille l'implantation de nombreuses sociétés de service informatique et de centres commerciaux.